# Paderno Ponchielli
Paderno Ponchielli (no passado Paderno Fasolaro) é uma comuna italiana da região da Lombardia, província de Cremona, com cerca de 1.517 habitantes. Estende-se por uma área de 23 km², tendo uma densidade populacional de 66 hab/km². Faz fronteira com Annicco, Casalbuttano ed Uniti, Casalmorano, Castelverde, Sesto ed Uniti.

## Demografia
| Variação demográfica do município entre 1861 e 2011                               |
|                                                                                   |
| Fonte: Istituto Nazionale di Statistica (ISTAT) - Elaboração gráfica da Wikipedia |